# Casque RAC
Le casque du Royal Armored Corps était un casque de combat d'origine britannique porté par les troupes blindées. Il fut introduit durant la Seconde Guerre mondiale et fut donné aux combattants des pays du Commonwealth après guerre jusqu'à la guerre des Malouines. Les casques RAC disposaient initialement de la même suspension et la garniture que les casques Brodie, puis plus tard de celles du casque MkIII. Beaucoup furent convertis pour être utilisé comme casque de parachutiste.
Le casque du RAC ne doit pas être confondu avec le casque américain M1938 ou le casque des estafettes, qui avaient la même forme.